# Vernonia angusticeps
Vernonia angusticeps là một loài thực vật có hoa trong họ Cúc. Loài này được Ekman miêu tả khoa học đầu tiên năm 1914.